# Die zweite Frau (1990)
Die zweite Frau (Original: Berdel) ist ein 1990 erschienenes türkisches Filmdrama vom Regisseur Atıf Yılmaz, mit Türkân Şoray, Tarık Akan, Mine Çayıroğlu, Füsun Demirel und Erdinç Özkan in den Hauptrollen.

## Handlung
Der Bauer Ömer nimmt die jüngere Fatma zur Zweitfrau, da er sich von ihr den ersehnten Stammhalter erhofft. Seine Erstfrau Hanem hat bereits sechs Töchter geboren. Für Ömer sieht es so aus, als sei es mit ihr nicht möglich, den sehnlichst erwünschten Jungen zu bekommen. Da Ömer nicht in der Lage ist, den Brautpreis für die zweite Frau zu zahlen, gibt er seine älteste Tochter Beyas zum Tausch her: sie wird mit Fatmas Vater verheiratet. Ömers Schwiegervater wird somit gleichzeitig auch sein Schwiegersohn. Beyas liebt aber schon seit einiger Zeit den jungen Techniker Machmut. Noch vor der Hochzeit versuchen der Dorfvorsteher, Machmuts Vorgesetzter und ein Dorfältester Ömer von seinem Vorhaben abzubringen (Filmzitat: „Es hat noch nie jemandem Glück gebracht, Liebende zu trennen“), jedoch erfolglos. Beyas muss sich dem Willen ihres Vaters beugen und Hidir, einen wesentlich älteren und kränklichen Mann, heiraten.
Im Film wird deutlich, dass Ömer seine erste Frau Hanem nach wie vor liebt und Fatma lediglich als Mittel zum Zweck geheiratet hat. Als zum Beispiel die beiden Frauen einen Vortrag über Familienplanung besucht haben und heimkehren, werden sie zu Hause bereits von Ömer erwartet, der ihnen wütend gegenübertritt, kaum dass sie den Hof betreten haben. Er stürzt sich sofort auf Fatma und ohrfeigt sie. Als er sie ins Haus zerren will, reißt Hanem Fatma von ihm los und stellt sich schützend vor sie. Reflexartig holt Ömer erneut aus, schlägt aber nicht zu, sondern wendet sich mit den Worten „Gott soll Euch beide strafen“ ab. Als Fatma kurze Zeit später schwanger wird, behandelt Ömer sie plötzlich fürsorglich und entbindet sie von jeglicher Form von Arbeit. Er ist fest davon überzeugt, dass Fatma nun endlich den ersehnten Stammhalter zur Welt bringen wird. Seine eigentliche Liebe aber gilt immer noch seiner Erstfrau Hanem. Im Ehebett versucht er auch, sich ihr unter ständiger Beteuerung seiner Liebe körperlich zu nähern, wird jedoch von Hanem zurückgewiesen. Eines Morgens aber lauert Ömer ihr im Stall auf und vergewaltigt sie dort.
Als Beyas Ehemann aufgrund seines schlechten Gesundheitszustandes stirbt, kehrt die junge Frau zurück in ihr Heimatdorf um endlich ihren geliebten Machmut zu heiraten, wofür nun auch ihr Vater sein Einverständnis gibt.
Nur wenig später bringt Fatma ihr Kind zur Welt – ein Mädchen! In seiner Verzweiflung zieht Ömer sich völlig zurück und meidet jeglichen Kontakt zu seinem Umfeld. Eines Tages bittet ihn Hanem, zu Beyas, die mit Machmut in einer entfernteren Stadt lebt, fahren zu dürfen – unter dem Vorwand, ihr bei der Einrichtung einer neuen Wohnung helfen zu wollen. In Wirklichkeit jedoch ist sie infolge der Vergewaltigung schwanger, was sie gegenüber Ömer geheim hält. Als sie nach einem Monat noch immer nicht zurückgekehrt ist, wendet sich Fatma sorgenvoll an Ömer und informiert ihn über Hanems Schwangerschaft. Daraufhin fährt Ömer in jene Stadt und begegnet vor dem Haus Machmut. Dieser teilt ihm mit, dass Hanem einen Sohn geboren habe, es ihr aber sehr schlecht gehe. Als Ömer das Schlafzimmer betritt, findet er die sterbende Hanem mit dem Neugeborenen im Bett liegend vor. Ihre letzten Worte an ihn lauten: „Ich habe Dir einen Sohn geschenkt. Ich habe mein Leben gegen das Deines Sohnes getauscht. Nimm ihn, Deinen Sohn. Gebe Gott, dass er nicht so wird wie Du.“
Als Ömer kurze Zeit später in sein Dorf zurückkehrt, trifft er am Hofeingang Fatma mit ihrem Baby und ihren beiden Brüdern an, die sie zu einem wartenden Taxi begleiten. Der ältere der beiden Brüder erklärt Ömer, dass Fatma und ihr Kind mit ihnen gehen werde und nie mehr hierher zurückkehren würden Ömer lässt sie ziehen, nachdem er Fatma mitgeteilt hat, dass Hanem gestorben sei.

## Synchronsprecher
- Der aus zahlreichen Hörspielen bekannte Sprecher und Schauspieler Hans Paetsch lieh dem Dorfältesten, der Ömer von seinem beabsichtigten Tausch abzubringen versucht, in der deutschen Synchronfassung seine Stimme.

## Veröffentlichung
In der Türkei lief der Film, dessen Originaltitel Berdel lautet, 1990 an. In den Niederlanden hatte der Film am 17. November 1991 Premiere im Fernsehen. In Italien lief er unter dem Titel Berdel scambio di mogli. Erstellt wurde der Film von der Produktionsfirma TAPEV.

## Rezeption

### Kritik
Die Redaktion der Filmzeitschrift Cinema zog das Fazit: „Kritisch-verständnis-volles Gesellschaftsporträt.“
Die Redaktion des Streamingdienstes Mubi meinte, Vater wisse es „nicht immer am besten“ – das sei „kein Geheimnis“ – aber Berdel zeige „sowohl die tragische als auch die erbärmlich komische Kette von Ereignissen, die sich ereignet, wenn ein türkischer Familienvater versucht, seine ‚Familienwerte‘ zu korrigieren. […] Dies ist ein sensibles Porträt einer proto-feministischen Unterströmung im Dorfleben. Aber in einem Film von auffallender Schönheit und Schlichtheit lässt Regisseur Yilmaz viele unterschiedliche Haltungen und keine einfachen Antworten zu“.
Einsfestival schrieb zur Ausstrahlung des Films: „Der Film ist eine anrührende, kritische Auseinandersetzung mit der Rolle der Frau in der bäuerlichen Gesellschaft der Türkei, inszeniert von einem der profiliertesten Regisseure des Landes und besetzt mit gefeierten türkischen Stars.“

### Auszeichnungen
Mostra de Valencia Festival of Mediterranean Cinema 1991
- Atif Yilmaz: Gewinner der Goldenen Palme 1991

Turkish Film Critics Association (Siyad) Awards 1991
- Gewinner des Siyad Award in der Kategorie „Beste Nebenrolle“ Füsun Demirel

Viareggio EuropaCinema 1991
- Gewinner des EuropaCinema Platinum Award Atif Yilmaz für und mit seinem Film

Adana Golden Boll Film Festival 1992
- Gewinner in der Kategorie „Beste Nebenrolle“ Füsun Demirel
- nominiert in der Kategorie „Bester Film“ Atif Yilmaz